# Cultura de América Latina
La cultura de América Latina comprende las expresiones formales e informales de los pueblos de América Latina, e incluye todo tipo de expresiones culturales, literarias, artísticas, y también los elementos de la cultura moderna y popular como la música, el arte local, la danza (baile latino), los elementos religiosos y sus costumbres. 
Las definiciones que constituyen a América Latina son variadas. Desde un punto de vista cultural, América Latina comprende aquellas partes del continente americano en las que prevalecen las influencias españolas, portuguesas o francesas: las Antillas.
La riqueza de la cultura latinoamericana es el producto de numerosas influencias, incluidas:
- Culturas precolombinas, particularmente importantes en países como: Guatemala, Ecuador, Perú, Argentina, Bolivia, Honduras, México, Paraguay, Colombia, Chile, Nicaragua, El Salvador y Brasil (sur y amazonas). Algunas de estas culturas son: los aztecas, los mayas, los incas y los guaranies.
- Cultura española y portuguesa, a causa de la historia de colonización de la región por España y Portugal. La influencia europea es especialmente importante en los estamentos más elevados de la cultura: la literatura, la pintura y la música. Esta historia imperial dejó una marca indeleble de su influencia en muchos idiomas, que se hablan en América Central (incluido el Caribe), y América del Sur, Chile, Argentina, Colombia, Uruguay, Venezuela, Brasil y Bolivia (con mayor impacto en la zona oriental). Predominaba o predomina la religión cristiana.
- Cultura europea, la inmigración de los siglos XIX y XX (desde Italia, Alemania y Este de Europa) transformó especialmente algunos países tales como Argentina, Uruguay, Brasil (particularmente las zonas del sureste y el sur), Chile y Venezuela.
- Cultura asiática del este y sudeste, la inmigración de chinos, japoneses y coreanos influyó sobre la cultura de Brasil, Cuba, Guatemala, Panamá, Perú y República Dominicana.
- La introducción de esclavos desde África, influyó sobre la danza y religión, especialmente en países como Brasil, Cuba, Colombia, Panamá, Ecuador, República Dominicana y Venezuela.